# Дробилка
Дроби́лка — оборудование для дробления, то есть механического воздействия на твёрдые материалы с целью их разрушения.
Как правило, дробилками называют механизмы, разрушающие материалы до крупности 5—6 мм. Разрушение до более мелких размеров называют измельчением и производят в мельницах.

## История
Первые механизмы для механического измельчения твёрдых материалов, представлявшие собой толчейные ставы с водяным приводом относят к XV—XVI векам. Дробилка состояла из армированного металлом деревянного жёлоба, а дробящим органом служили свободно падающие песты с железными наконечниками. Изобретение в XVII веке парового двигателя привело к созданию дробилок, работающих на принципах истирания, раскалывания и других.

## Классификация
В зависимости от крупности дроблённого материала дробилки разделяют на дробилки крупного, среднего и мелкого дробления.
| Тип дробилки       | Крупность исходного материала, мм | Крупность готового материала, мм |
| ------------------ | --------------------------------- | -------------------------------- |
| Крупного дробления | 1500                              | 100 — 350                        |
| Среднего дробления | 100 — 250                         | 40 — 50                          |
| Мелкого дробления  | 40 — 50                           | 5                                |

## Принцип действия
В зависимости от назначения и технологических задач применяют конструкции, реализующие разные принципы дробления:
- раздавливание,
- разрывание,
- разрезание или разрыхление,
- ударное воздействие (молотки, билы, отбойные плиты),
- ударное воздействие («свободный удар», удар «камень о камень»).

Большинство применяемых в промышленности дробилок работает по принципу раздавливания кусков руды между двумя стальными сближающимися поверхностями.

## Конструктивное исполнение
По принципу действия и конструктивному исполнению дробилки делятся на:
- Щёковые
- Конусные
- Молотковые
- Роторные
- Валковые

Далее указанные виды дробилок могут подразделяться на типы в зависимости от конструктивных особенностей. Например, щёковые — на дробилки с простым и сложным движением щеки, конусные — с консольным и подвесным валом, валковые — на одно-, двух-, трёх- и четырёхвалковые, роторные — на одно-, двухроторные.
Существуют также комбинированные дробилки, включающие рабочие органы двух видов, объединённые в одном корпусе.
Выбор конкретного типа дробилки определяется технологическими задачами. Как правило, щёковые и конусные дробилки применяют для дробления прочных и средней прочности абразивных материалов, валковые — для материалов средней прочности, ударные — для мягких и средней прочности малоабразивных материалов.

## Способ установки
По способу установки и возможности передвижения различают дробилки:
- стационарные
- мобильные на колёсном шасси
- мобильные на гусеничном шасси

Некоторые стационарные дробилки имеют возможность относительно легко перемещаться в срок около 2—4-х недель.